# Sixtine Cousin
Sixtine Cousin (Ginevra, 23 ottobre 1999) è una sciatrice freestyle svizzera.

## Palmarès

### Coppa del Mondo
- Miglior piazzamento nella Coppa del Mondo di ski cross: 13ª nel 2020
- 1 podio:
  - 1 vittoria

#### Coppa del Mondo - vittorie
| Data             | Località    | Paese  | Specialità |
| ---------------- | ----------- | ------ | ---------- |
| 22 dicembre 2023 | San Candido | Italia | SX         |

Legenda:

SX = Ski cross